# All About Chemistry
Albums de Semisonic
Feeling Strangely Fine
(1998) One Night at First Avenue
(2003)
All About Chemistry est le troisième et dernier album studio en date du groupe de rock alternatif Semisonic, sorti en 2001. Il s'agit du premier album auto-produit par le groupe.

## Titres de l'album
1. Chemistry
2. Bed
3. Act Naturally
4. She's Got My Number
5. Follow
6. Sunshine and Chocolate
7. Who's Stopping You?
8. I Wish
9. One True Love
10. Get a Grip
11. Surprise
12. El Matador

## Musiciens
- Dan Wilson : guitare, chant
- John Munson : basse
- Jacob Slichter : batterie